# 大阪府立なにわ高等支援学校
大阪府立なにわ高等支援学校（おおさかふりつ なにわこうとうしえんがっこう）は、大阪府大阪市浪速区木津川二丁目にある高等支援学校。

## 概要
高等部を単独で設置する、知的障害のある生徒を対象とした特別支援学校である。通常の高等学校に近い内容で、就労を目指した自立を目標とした支援教育をおこなっている。
2020年度より、大阪府立今宮高等学校および大阪府立東住吉高等学校に「共生推進教室」を設置している。共生推進教室の生徒の学籍は大阪府立なにわ高等支援学校となるが、週5日のうち4日は高等学校に通い、高校の生徒ともに授業を受ける。週1日支援学校に登校して職業指導を受ける。

## 沿革
従来の浪速区塩草一丁目の敷地が過密化して狭隘となっていた大阪市立難波特別支援学校（現在の大阪府立難波支援学校）の設備拡充を図り、難波特別支援学校は2015年に浪速区木津川二丁目の現在地に移転した。移転と同時に、2015年に難波特別支援学校の敷地内に併設される形で大阪市立なにわ高等特別支援学校として開校した。当初は難波特別支援学校の高等部職業学科としての設置も検討されていたが、独立校として開設された。
敷地は、かつての大阪市立栄小学校の跡地を転用した。栄小学校は敷地が広大だったが、児童数が著しく減少して空き教室なども多くなり、学校の管理運営などにも支障が出ていたことで、学校規模に見合った効率的な学校運営を図るとして、別の場所に縮小移転している。その跡地を転用する形で、児童・生徒数急増と敷地狭隘化の問題が発生していた難波特別支援学校・なにわ高等特別支援学校が入った形になった。
翌2016年には、大阪市立の特別支援学校が大阪府に移管されたことに伴い、大阪府立なにわ高等支援学校に改称した。

### 年表
- 2015年 - 大阪市立なにわ高等特別支援学校として、現在地に開校。
- 2016年 - 大阪府に移管。大阪府立なにわ高等支援学校に改称。
- 2020年 - 大阪府立今宮高等学校・大阪府立東住吉高等学校に共生推進教室を設置。

## 交通
- 大阪環状線 芦原橋駅 西へ約500m。
- 南海汐見橋線 芦原町駅 南西へ約300m。